# ドイツのスポーツ
ドイツのスポーツでは、ドイツ連邦共和国におけるスポーツ事情について記述する。

## 概要
ドイツでは冷戦期に東西が分裂していた時期も含めて、様々な競技で多くの優れた選手を輩出してきた。19世紀以来、ドイツにはシュポルトフェライン (Sportverein, 略称はSV：エスファオ) と呼ばれる地域スポーツクラブがあり、このようなクラブを単位としたスポーツ振興が、ドイツのスポーツ文化を下支えしている。

## オリンピック

### 夏季大会
2010年までの夏季オリンピックにおけるドイツの通算メダル獲得数は5位である。東ドイツは10位、西ドイツが21位となっており、これらを合算すると、ドイツ全体ではアメリカ、ロシア（旧ソビエト含む）に次ぐ3位となる。なお、最も多くのメダルを獲得した夏季オリンピック競技は陸上競技の83個である。
また、1956年メルボルンオリンピックから1964年東京オリンピックは東西統一ドイツチームとして特別なドイツ国旗（国旗の中央に五輪マークがついている）を使用し、優勝した場合の国歌はベートーヴェンの第9の歓喜の歌をそれぞれ使用した。ドイツは1936年ベルリンオリンピック、1972年ミュンヘンオリンピックを開催している。

### 冬季大会
2010年までの冬季オリンピックにおけるドイツの通算メダル獲得数は5位である。東ドイツは10位、西ドイツは17位となっており、これらを便宜上合算するとドイツ全体では1位となる。なお、最も多くのメダルを獲得した冬季オリンピック競技はバイアスロンの52個である。
ドイツが開催した冬季オリンピックは1936年、バイエルン州で行なわれた1936年ガルミッシュ・パルテンキルヘンオリンピックのみである。2006年トリノオリンピックにおいてドイツは、金メダル数および総獲得メダル数において参加国最多となった。

## 団体競技

### サッカー
ドイツの国技であり、圧倒的に1番人気のスポーツとなっているのがサッカーである。国内プロリーグであるブンデスリーガは、アメリカのNFLに次ぐ世界第2位の観客動員数を誇っている。最も成功したドイツのサッカークラブとしては『バイエルン・ミュンヘン』が挙げられる。バイエルンのクラブ会員数は29万1,000人となっており、これは世界首位である。2014年には世界有数の経済誌「フォーブス」によるスポーツチームの資産価値の格付けにおいて、18億5,000万ドルと算出されており、ブンデスリーガでは第1位、世界ではレアル・マドリード、バルセロナ、マンチェスター・ユナイテッドに次ぐ第4位と評価されている。
ドイツサッカー連盟（DFB）によって組織されるサッカードイツ代表は、これまでFIFAワールドカップには20回の出場歴があり、4度の優勝と4度の準優勝（旧西ドイツ時代を含む）を誇り、現在も安定した強さを持つ欧州屈指の強豪国である。優勝回数4回は、5回のブラジル代表に次ぎイタリア代表と並ぶ世界第2位の記録である。2006年には、1974年の西ドイツ大会以来32年ぶりに同国でワールドカップが開催され、3位入賞を果たしている。さらにUEFA欧州選手権ではスペイン代表と並ぶ大会最多3度の優勝と、3度の準優勝（旧西ドイツ時代を含む）を達成している。また、サッカー女子代表も強豪として知られており、FIFA女子ワールドカップでは2003年大会と2007年大会で連覇し、UEFA欧州女子選手権では6連覇を成し遂げている。
世界的に有名なドイツ人選手は過去・現在問わず数多く存在しており、「皇帝（独: der Kaiser）」と呼ばれたフランツ・ベッケンバウアーや「爆撃機（独: Der Bomber）」と呼ばれたゲルト・ミュラーを筆頭に、カール＝ハインツ・ルンメニゲ、ローター・マテウス、オリバー・カーン、ミヒャエル・バラック、ミロスラフ・クローゼ、フィリップ・ラーム、バスティアン・シュヴァインシュタイガー、ルーカス・ポドルスキ、トーマス・ミュラー、マヌエル・ノイアーなどが挙げられる。

### ハンドボール
ドイツではハンドボールもサッカーの次に人気があり、2007年に世界男子ハンドボール選手権で東ドイツの1回を含め、通算3度目の優勝を果たしている。

### アイスホッケー
アイスホッケーはドイツ国内ではマイナースポーツでありながら、ドイツ・アイスホッケーリーガというアイスホッケーリーグが存在している。

### バスケットボール
ドイツではバスケットボールも盛んで、国内プロリーグのバスケットボール・ブンデスリーガが開催されている。NBAのダラス・マーベリックス所属のダーク・ノヴィツキーは、2006-07シーズンのMVPに輝いた。2023年FIBAバスケットボール・ワールドカップでは出場7回目にして悲願の初優勝を達成した。

### アメリカンフットボール
アメリカンフットボール国内プロリーグのジャーマン・フットボール・リーグがある。かつてはNFLヨーロッパが存在していた。

## 個人競技

### モータースポーツ
ドイツはモータースポーツの主要国の1つであり、多くのドライバーやマシンがドイツから生まれている。史上最も成功したF1ドライバーとしてはミハエル・シューマッハが挙げられる。シューマッハはF1世界選手権で史上最多となる7度の優勝を果たした。また、ル・マン24時間レースにおいて、ポルシェのマシンは他メーカーを寄せ付けない19回の優勝を誇っている。ドイツツーリングカー選手権もドイツでは人気のある大会である。

### 自転車競技
ドイツでは、他のヨーロッパ諸国同様自転車競技が盛んである。代表選手として、ドイツ国籍選手として初めてツール・ド・フランスを制覇したロードレース選手のヤン・ウルリッヒらがいる。とりわけ、ウルリッヒの出現によりドイツ国内におけるロードレース人気はかなりの高まりを見せた。しかし、ウルリッヒ出現以前はドイツではサッカーのブンデスリーガが例年、当年12月中旬から翌年2月中旬まで中断されることもあり、概ねその合間に集中して開催されるトラックレースの6日間レースが人気を博していた。したがって、他の欧州諸国とは異なり、ドイツではどちらかというとトラックレースのほうが人気が高かった。
とりわけベルリン6日間レースは1世紀の歴史を誇り、また例年、6日間レースの開催としては屈指の観客動員数を誇る。また、サイクルサッカーやサイクルフィギュアのような室内自転車競技も人気がある。だが、ウルリッヒにドーピング違反の疑いがかけられ、2006年のツール・ド・フランス開催直前に出場を拒まれたことや、2008年のツール・ド・フランス終了後、シュテファン・シューマッハーやドイツ語圏であるオーストリアのベルンハルト・コールにドーピング違反が発覚したことがきっかけとなって自転車競技人気にかげりが見られ、ロードレースの著名ステージレースであるドイツ・ツアーが2008年の開催を最後に休止状態となり、6日間レースにおいてもシュトゥットガルトやドルトムントの大会が中止に追い込まれている。

### ボブスレー
ドイツはボブスレーの強豪国として知られ、冬季オリンピックにおいてはメダル獲得数でスイスに次ぐ2位となっている。この数には、1949年から1990年までの東西ドイツ時代のものは含まれておらず、含めた場合にはスイスの倍近くの数となる。2006年トリノオリンピックのボブスレー競技では、全ての種目をドイツチームが制覇した。

### リュージュ
リュージュもボブスレー同様に強豪国であり、一般的にドイツの国技でもある。中でも有名なのがゲオルク・ハックルで、ハックルは冬季オリンピックにおいて3大会連続で金メダルを獲得している。

### 競泳
1900年パリオリンピックから競泳のドイツ人選手が参加しており、メダルを取り続けている。特に平泳ぎでは1936年ベルリンオリンピックで男子200ｍ平泳ぎで日本の葉室鐵夫と接戦を繰り広げ、負けてしまったものの銀メダルを獲得したエルビン・ジータスがいる。また、「あほうどり」のあだ名で知られたバタフライのミヒャエル・グロスや、自由形で世界記録更新をしたパウル・ビーデルマン、2008年北京オリンピックにてオープンウォータースイミングで銅メダルを獲得したトーマス・ルルツなどが有名である。

### ボクシング
マックス・シュメリングはアメリカ人以外で初の世界ヘビー級王者となり、他に2階級制覇のアルツール・アブラハムやスベン・オットケ、フェリックス・シュトルム、ビタリ・タイベルトなど世界王者も輩出。アクセル・シュルツは獲得こそならなかったものの、世界ヘビー級王座に挑戦している。近年ではビタリ・ウラジミールのクリチコ兄弟など旧ソ連や東欧諸国の選手がドイツを拠点として活動している。また、女子ボクシングも盛んでありレジーナ・ハルミッヒを皮切りに女子世界王者も多数輩出している。

### スキー
ドイツはスキーではヨーロッパ屈指の強豪国であり、アルペンスキー、スキージャンプ、ノルディック複合においても数々のメダリストを輩出している。

### 卓球
ドイツは卓球では、1960年に卓球ブンデスリーガが創設されており非常に盛んである。さらに、ドイツは世界卓球選手権においても団体の部で何度もメダルを獲得するなど、世界的に見ても強豪国のうちの一つとして認識されている。

### その他
体操
体操の競技人口は「500万人」を越えている。
テニス
テニスでは、シュテフィ・グラフやボリス・ベッカーなどを輩出している。
ゴルフ
ゴルフでは、マスターズ優勝者のベルンハルト・ランガーが活躍した。